# Katastrofa lotu Pan Am 759
Katastrofa lotu Pan Am 759 – katastrofa lotnicza, która wydarzyła się 9 lipca 1982 roku w Nowym Orleanie w  Stanach Zjednoczonych. W wyniku katastrofy samolotu Boeing 727–200 należącego do linii lotniczych Pan Am śmierć poniosły 153 osoby (138 pasażerów oraz 7 członków załogi) – wszyscy na pokładzie oraz 8 osób na ziemi.

## Samolot
Samolot, który uległ katastrofie to Boeing 727–200 (nr rej. N4737). Maszyna została wyprodukowana w 1967 roku. Jej pierwszym właścicielem były linie National Airlines i otrzymała nazwę 37 Susan/Erica. W swój pierwszy rejs maszyna wyruszyła 31 stycznia 1968 roku. W 1980 roku linie National Airlines zostały kupione przez linię Pan Am i zmieniły one nazwę na Clipper Defiance, jednak numer rejestracyjny pozostał niezmieniony. 

## Wypadek
Feralnego dnia lot nr 759 obsługiwała siedmioosobowa załoga. Kapitanem samolotu był Kenneth McCullers. Maszyna odbywała lot na linii Miami – Nowy Orlean – Las Vegas. Samolot startował z Nowego Orleanu. W trakcie startu nad lotniskiem przechodziła burza i wiał porywisty wiatr. Tuż po starcie samolot wzniósł się na wysokość 46 metrów, po czym zaczął gwałtownie zniżać pułap lotu. 724 metry od końca pasa startowego boeing uderzył w rząd drzew na wysokości 15 metrów. Maszyna przeleciała jeszcze 681 metrów, a następnie spadła na dzielnicę mieszkalną Kenner. Samolot całkowicie zniszczył sześć domów, a kolejne pięć poważnie uszkodził. W katastrofie zginęły wszystkie osoby przebywające na pokładzie oraz 8 osób na ziemi. 
W czasie zdarzenia była to druga, po locie American Airlines 191 z 1979, katastrofa lotnicza w USA pod względem liczby ofiar

## Przyczyna
Przyczyną katastrofy był silny podmuch wiatru, który uderzył w maszynę, w wyniku czego piloci utracili możliwość sterowania boeingiem, który uderzył w drzewa, a następnie się rozbił.